# 维吾尔族枝条编织
维吾尔族枝条编织是流行于中华人民共和国新疆维吾尔自治区吐鲁番市、喀什地区等地的传统编结手工艺。是第二批中华人民共和国国家级非物质文化遗产代表性项目。维吾尔族枝条编织的保护单位是吐鲁番市高昌区文化馆。

## 历史
手工枝条编织在新疆一带具有上千年的历史，在中华人民共和国新疆维吾尔自治区巴音郭楞蒙古自治州、吐鲁番市、和田地区、喀什地区等地出土或发现了数千年前用植物藤条编造的器皿、甚至由柳木编造架设的房屋。比如在巴音郭楞蒙古自治州且末县的扎滚鲁克古墓群中发现的皮奁（镜匣）便是由柽柳盘编制成木胎，外包羊皮制成，墓地的棚木之上也垫有柽柳编制成的柳枝席。在吐鲁番市鄯善县的洋海墓地中用韧木条夹杂芨芨草编织而成的草编篓。在和田地区民丰县的尼雅遗址中可以看到由红柳、柳树枝或胡杨枝所制造的的编笆墙。11世纪语言学家麻赫穆德·喀什噶里所撰写的《突厥语大词典》之中讲述了毡帐的围壁就是由柳条编织成网状栅栏，再罩上毛毡制作而成。由柳条编扎制成的小屋在20世纪50年代初还有在使用。清代的《钦定皇舆西域图志》中记载了很多柳木编织品，如用细柳编成的圆筐且用以漉米的绰里，用柳木编成的筐且用以盛粪的苏堪，用以运土的赞毕勒也是由柳编制品、木头和绳子组成的。

## 制作、样式及用途
在新疆各地生活的维吾尔人常用柳树和沙柳的枝条作为制作柳编器物的原材料，其中沙柳包括生长在沙漠边缘地带、盐碱地附近及河洼处的黄花柳、红柳、五蕊柳、山柳等多种柳属种。这些树的枝条往往有较强的弹性和韧性。枝条的采集会选择在春季和秋季，在春季采集的枝条多用于作为需要做脱皮器物的原材料。秋季所采集的枝条相比于春夏即不易脱皮，质量也较高。在除去叉枝、树叶和幼芽后，将相同长短、粗细的枝条分类捆扎在一起。与其他地区柳编不同的是维吾尔人在制作柳编器物时，除非在制作食器或精美的手工艺品时会将枝条皮剥下，制作其他器物时基本不会剥皮。采集完成后需要放在背阴处晾干。在制作器物之前，剥皮的枝条需要在水中浸泡7到8小时，而未剥皮的枝条则需要浸泡2到3天。浸泡后的枝条开始变的柔韧时，就成为制作柳编器物的原材料。这种经过晾干、浸泡的枝条相比于未经过晾晒和浸泡的枝条更加稳固。维吾尔族枝条编织手法主要有平编法和麻花编法。平编法使用于器物的底部、腰部和肩部，而麻花编法主要用于器物的边沿。为避免折断，有时会用到火烤的方式定型。维吾尔族的编织器物一般并不会颜色，常见的编织图形包括菱形、链条型、波浪形、椭圆形等。器物的形状则取决于制作器物的匠人技术。
维吾尔族编织器物具有一定的特征。第一，因用于农业、畜牧业的生产以及日常生活之中，故需要结实耐用。第二，手工枝条器物在合理的使用树木枝条的情况下不会产生制造塑料等其他器物时所产生的污染物。另外，在编织手法和设计图案上，枝条制品属于一种工艺美术品。现在常见的维吾尔族编织器物有数百种，包括农业生产使用的柳条耙子、抬把子、筐子等，畜牧业使用的柳条食槽、养鸡笼子、枝条筛子等，日常生活使用的柳条筐、笊篱、柳条篮、果盘等以及手工艺品、纪念品的枝条花瓶、枝条葫芦、枝条酒杯、枝条苏公塔、小驮筐等。

## 技艺传承
在维吾尔族聚居的乡村，柳编是较为常见的手工活。在乡镇巴扎（集市）上也能看到各类柳编制品。随着逐步对非物质文化遗产的重视，在2007年，维吾尔族枝条编织作为传统手工技艺被列入第一批《新疆维吾尔自治区非物质文化遗产名录》。2008年，在吐鲁番市的申报后，维吾尔族枝条编织作为传统美术类别被列入第二批《中华人民共和国国家级非物质文化遗产代表性项目名录》。在吐鲁番市葡萄沟街道拜什买里社区，从事手工枝条编织的匠人有胡吉艾合买提·吐尔逊，胡吉艾合买提的家族从18世纪开始就开始从事手工枝条编织行业，到胡吉艾合买提时已经是第七代。而在喀什地区伽师县，也有柳编传承人玉苏甫·卡依木，玉苏甫的家族从事柳编行业也有大约200年的历史。
为了挖掘柳编传承人，吐鲁番市文化体育和旅游局在吐鲁番葡萄节、新疆春季旅游博览会和非物质文化遗产展示活动等官方举办的活动中，让非遗传承人能够有机会展示自己的技艺。除此之外，文旅局或传承人亦会举办研学游活动和在景区举办展览、设置摊点等方式推广和保护相关非遗项目。而为了让更多人了解非遗项目，并提升非遗传承人的各类素养和能力，石河子大学非物质文化遗产研究中心曾在21世纪10年代举办维吾尔族枝条编织普及培训项目等培训班。2020年，在吐鲁番举办的新疆首届非物质文化遗产购物节线下活动中，柳编作为非遗产品之一在活动中展出。2021年10月，在新疆美术馆举办的对口援疆19省市非物质文化遗产展中，伽师县的柳编传承人玉苏甫·卡依木曾向大众展示柳编技艺。
虽然维吾尔族枝条编织技艺已被录入国家级非遗名录，传承人的生活的到了保障，亦会受到社会尊重。但作为维吾尔族的传统手工技艺，枝条编织技艺依然面临着管理机制不健全，相关法律贯彻不全面，保护资金缺乏等风险。而枝条编织技艺本身也存在枝条编制器物损毁严重，生存发展环境被压缩，原材料供给短缺和后继乏人的危险。